# ODAM
ODAM (англ. Odontogenic, ameloblast asssociated) – білок, який кодується однойменним геном, розташованим у людей на короткому плечі 4-ї хромосоми.  Довжина поліпептидного ланцюга білка становить 279 амінокислот, а молекулярна маса — 30 777.
| 10         |  | 20         |  | 30         |  | 40         |  | 50         |
| ---------- |  | ---------- |  | ---------- |  | ---------- |  | ---------- |
| MKIIILLGFL |  | GATLSAPLIP |  | QRLMSASNSN |  | ELLLNLNNGQ |  | LLPLQLQGPL |
| NSWIPPFSGI |  | LQQQQQAQIP |  | GLSQFSLSAL |  | DQFAGLLPNQ |  | IPLTGEASFA |
| QGAQAGQVDP |  | LQLQTPPQTQ |  | PGPSHVMPYV |  | FSFKMPQEQG |  | QMFQYYPVYM |
| VLPWEQPQQT |  | VPRSPQQTRQ |  | QQYEEQIPFY |  | AQFGYIPQLA |  | EPAISGGQQQ |
| LAFDPQLGTA |  | PEIAVMSTGE |  | EIPYLQKEAI |  | NFRHDSAGVF |  | MPSTSPKPST |
| TNVFTSAVDQ |  | TITPELPEEK |  | DKTDSLREP  |  |            |  |            |

A: Аланін

D: Аспарагінова кислота

E: Глутамінова кислота

F: Фенілаланін

G: Гліцин

H: Гістидин

I: Ізолейцин

K: Лізин

L: Лейцин

M: Метіонін

N: Аспарагін

P: Пролін

Q: Глутамін

R: Аргінін

S: Серин

T: Треонін

V: Валін

W: Триптофан

Задіяний у такому біологічному процесі як поліморфізм. 
Локалізований у цитоплазмі, ядрі.
Також секретований назовні.